# Общини в Бразилия
Общините в Бразилия са териториални площи, имащи юридически характер и частична автономна администрация, явяващи се най-малките автономни звена на Федерацията. Всяка община има свой Органичен закон (устав), който определя политическата ѝ организация, но същевременно е ограничена от конституцията. Общините, за разлика от щатите, имат само изпълнителна и законодателна власт. Първата се упражнява от кметове и втората, от общинския съвет. Съдебната власт е организирана под формата на комарки (съдебни окръзи), които обхващат няколко общини или част от много гъсто населени градове. Следователно, общините нямат специфична съдебна власт.
В Бразилия има около 5564 общини, някои от тях с население по-голямо от някои държави по света (напр. Сао Пауло с приблизително 11 милиона души), други имат по-малко от хиляда души; други имат площ по-голяма от някои държави (напр. Алтамира, в щата Пара, с около 160 хил. km² е почти 1,5 пъти по-голяма от България, с което се счита за най-голямата община в света); други имат площ по-малка от 4 km². Щатът с най-малко общини е Рорайма, с едва петнайсет, докато Минас Жерайс има 853 или повече общини.

## Политика и администрация
Общините имат вид на юридическо лице с публично право и политическа автономия в рамките на ограниченията, наложени от Бразилската конституция от 1988 г., и имат своя администрация, самоуправление и автоорганизация. Същата конституция определя кои данъци могат да бъдат събирани от всяка една федерална единица и начина, по който средствата да бъдат разпределени между тях.
Общините имат само изпълнителна и законодателна власт, като първата се упражнява от кметове, а втората – от общинския съвет. Всяка община има свой устав, който определя политическата ѝ организация, но същевременно е ограничена от Федералната конституция.

## Брой на общините по щати
В страната има около 5564 общини, някои от тях с население по-голямо от някои държави по света (напр. Сао Пауло с приблизително 11 милиона души), други имат по-малко от хиляда души; други имат площ по-голяма от някои държави (напр. Алтамира, в щата Пара, с около 160 хил. km² е почти 1,5 пъти по-голяма от България, с което се счита за най-голямата община в света); други имат площ по-малка от 4 km².
По-долу са изредени бразилските общини, по щати, според списъка на бразилския институт по география и статистика:
- Общини в Акри (AC) – 22
- Общини в Алагоас (AL) – 102
- Общини в Амазонас (AM) – 62
- Общини в Амапа (AP) – 16
- Общини в Баия (BA) – 417
- Общини в Гояс (GO) – 246
- Общини в Еспирито Санто (ES) – 78
- Общини в Мараняо (MA) – 217
- Общини в Мато Гросо (MT) – 141
- Общини в Мато Гросо до Сул (MS) – 79
- Общини в Минас Жерайс (MG) – 853
- Общини в Пара (PA) – 143
- Общини в Параиба (PB) – 223
- Общини в Парана (PR) – 399
- Общини в Пернамбуко (PE) – 185
- Общини в Пиауи (PI) – 223
- Общини в Рио де Жанейро (RJ) – 92
- Общини в Рио Гранди до Норти (RN) – 167
- Общини в Рио Гранди до Сул (RS) – 496
- Общини в Рондония (RO) – 52
- Общини в Рорайма (RR) – 15
- Общини в Санта Катарина (SC) – 293
- Общини в Сао Пауло (SP) – 645
- Общини в Сеара (CE) – 184
- Общини в Сержипи (SE) – 75
- Общини в Токантинс (TO) – 139
- Общини във Федералния окръг (DF) – 1[бел. 2]

## Най-населени общини
Стоте най-населени общини вкупно към 2007 г. са имали около 250 хил. души. Те са главно щатски столици и вътрешни градове на южния регион, главно на щатите Сао Пауло и Минас Жерайс.